# Madison County, Iowa
Madison County är ett administrativt område (county) i delstaten Iowa, USA, med 15 679 invånare (2010). Den administrativa huvudorten (county seat) är Winterset. 
Madison County utgörs till stor del av landsbygd och har endast cirka 10 invånare per kvadratkilometer, men närheten till Des Moines, som ligger ungefär mitt i delstaten Iowa, gör att det ingår i den stadens storstadsregion. 
Countyt är känt som området där John Wayne föddes samt för att vara skådeplatsen för boken och filmen Broarna i Madison County (Bridges of Madison County).

## Geografi
Enligt United States Census Bureau så har countyt en total area på 1 456 km². 1 453 km² av den arean är land och 3 km² är vatten. 

### Angränsande countyn
- Dallas County - norr
- Warren County - öst
- Clarke County - sydost
- Union County - sydväst
- Adair County - väst

### Större städer och samhällen
- Bevington (delvis i Warren County)

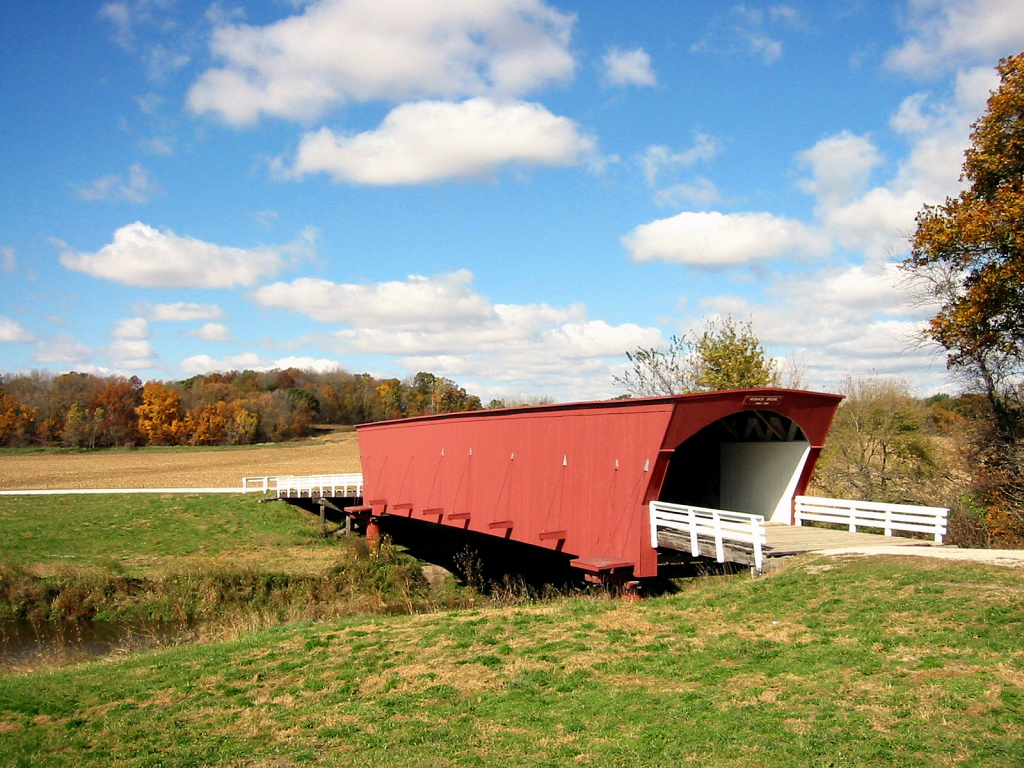
Hogback Bridge, en av de sex täckta broarna som fortfarande finns kvar i countyt.

- Earlham
- East Peru
- Macksburg
- Patterson
- St. Charles
- Truro
- Winterset